# William Boyd McCleary
William Boyd McCleary CMG CVO (nascido em 30 de março de 1949) é um membro aposentado do HM Diplomatic Service originalmente de Belfast, Irlanda do Norte.
Em setembro de 2010, ele foi nomeado pela Rainha Isabel II, a conselho do governo britânico, para representar a rainha como governador das Ilhas Virgens Britânicas e para atuar como chefe de estado de facto no Território. Antes de sua nomeação como governador, McCleary atuou como Alto Comissário na Malásia de 2006 a 2010.
Logo após sua chegada às Ilhas Virgens Britânicas, o território foi danificado pelo furacão Earl. Embora na época de sua nomeação houvesse um certo grau de tensão sobre questões constitucionais entre o Reino Unido e as Ilhas Virgens Britânicas, McCleary ganhou aplausos da imprensa local por seu hábil tratamento da situação. Atualmente, ele faz parte do conselho consultivo da OMFIF, onde participa regularmente de reuniões relacionadas ao sistema financeiro e monetário. Anteriormente, ele também era um dos patrocinadores do British Theatre Playhouse, uma empresa que visava a produção de peças teatrais e shows musicais britânicos.